# Ukraina na Letnich Igrzyskach Olimpijskich 2016
Ukrainę na Letnich Igrzyskach Olimpijskich 2016 reprezentowało 204 zawodników: 87 mężczyzn i 117 kobiet. Był to szósty start reprezentacji Ukrainy na letnich igrzyskach olimpijskich.

## Zdobyte medale
| Medal  | Zawodnik                                                    | Dyscyplina             | Konkurencja                           | Rezultat                                                                        | Data        |
| ------ | ----------------------------------------------------------- | ---------------------- | ------------------------------------- | ------------------------------------------------------------------------------- | ----------- |
| Złoto  | Ołeh Werniajew                                              | Gimnastyka             | ćwiczenia na poręczach mężczyzn       | 16,041 pkt                                                                      | 16 sierpnia |
| Złoto  | Jurij Czeban                                                | Kajakarstwo            | C-1 200 m mężczyzn                    | 39,729                                                                          | 18 sierpnia |
| Srebro | Serhij Kulisz                                               | Strzelectwo            | karabin pneumatyczny 10 m mężczyzn    | 204,6 pkt                                                                       | 8 sierpnia  |
| Srebro | Ołeh Werniajew                                              | Gimnastyka             | wielobój indywidualnie mężczyzn       | 92,266 pkt                                                                      | 10 sierpnia |
| Srebro | Olha Charłan Ołena Krawaćka Alina Komaszczuk Ołena Woronina | Szermierka             | szabla drużynowo kobiet               | W finale uległy reprezentacji Rosji 30:45.                                      | 13 sierpnia |
| Srebro | Żan Bełeniuk                                                | Zapasy                 | styl klasyczny waga do 85 kg mężczyzn | W finale uległ reprezentantowi Rosji Dawitowi czakwetadze 2:9.                  | 15 sierpnia |
| Srebro | Pawło Tymoszczenko                                          | Pięciobój nowoczesny   | mężczyźni                             | 1472 pkt                                                                        | 20 sierpnia |
| Brąz   | Olha Charłan                                                | Szermierka             | szabla indywidualnie kobiet           | W pojedynku o brązowy medal pokonała reprezentantkę Francji Manon Brunet 15:10. | 8 sierpnia  |
| Brąz   | Bohdan Bondarenko                                           | Lekkoatletyka          | skok wzwyż mężczyzn                   | 2,33 m                                                                          | 16 sierpnia |
| Brąz   | Dmytro Janczuk Taras Miszczuk                               | Kajakarstwo            | C-2 1000 m mężczyzn                   | 3:45,949                                                                        | 20 sierpnia |
| Brąz   | Hanna Rizatdinowa                                           | Gimnastyka artystyczna | wielobój indywidualnie                | 73,583 pkt                                                                      | 20 sierpnia |

## Skład kadry

### Badminton
| Zawodnik         | Konkurencja        | Faza grupowa                | Faza grupowa             | Faza grupowa     | Pozycja | 1/8                                | Ćwierćfinały     | Półfinały        | Finał            | Finał   | Źródło |
| Zawodnik         | Konkurencja        | Przeciwnik Wynik            | Przeciwnik Wynik         | Przeciwnik Wynik | Pozycja | Przeciwnik Wynik                   | Przeciwnik Wynik | Przeciwnik Wynik | Przeciwnik Wynik | Pozycja | Źródło |
| ---------------- | ------------------ | --------------------------- | ------------------------ | ---------------- | ------- | ---------------------------------- | ---------------- | ---------------- | ---------------- | ------- | ------ |
| Artem Pocztariow | gra pojedyncza (m) | Maliekal 0:2 (18-21, 19-21) | Son 0:2 (9-21, 15-21)    | N/A              | 3.      | NQ                                 | NQ               | NQ               | NQ               | 14.     | [ 1 ]  |
| Marija Ulitina   | gra pojedyncza (k) | Vicente 2:0(21-13, 21-13)   | Nehwal 2:0(21-18, 21-19) | N/A              | 1.      | Buranaprasertsuk 0:2(14-21, 16-21) | NQ               | NQ               | NQ               | 9.      | [ 2 ]  |

### Boks
| Zawodnik             | Konkurencja       | 1/16             | 1/8              | Ćwierćfinał      | Półfinał         | Finał            | Finał   | Źródło |
| Zawodnik             | Konkurencja       | Przeciwnik Wynik | Przeciwnik Wynik | Przeciwnik Wynik | Przeciwnik Wynik | Przeciwnik Wynik | Miejsce | Źródło |
| -------------------- | ----------------- | ---------------- | ---------------- | ---------------- | ---------------- | ---------------- | ------- | ------ |
| Mykoła Bucenko       | 56 kg mężczyzn    | Hamout P 0-2     | NQ               | NQ               | NQ               | NQ               | 17.     | [ 3 ]  |
| Wołodymyr Matwijczuk | 64 kg mężczyzn    | Sotomayor P 0-3  | NQ               | NQ               | NQ               | NQ               | 17.     | [ 4 ]  |
| Dmytro Mytrofanov    | 75 kg mężczyzn    | Assomo P 0-3     | NQ               | NQ               | NQ               | NQ               | 16.     | [ 5 ]  |
| Denis Sołonenko      | 81 kg mężczyzn    | Məmmədov P 0-3   | NQ               | NQ               | NQ               | NQ               | 17.     | [ 6 ]  |
| Tetiana Kob          | waga musza kobiet | N/A              | Petrowa W 2-1    | Adams P 0-3      | NQ               | NQ               | 5.      | [ 7 ]  |

### Gimnastyka
Mężczyźni
| Zawodnik          | Konkurencja        | Kwalifikacje | Kwalifikacje | Kwalifikacje | Kwalifikacje | Kwalifikacje | Kwalifikacje | Kwalifikacje | Kwalifikacje | Finał    | Finał    | Finał    | Finał    | Finał    | Finał    | Finał   | Finał   | Źródło |
| Zawodnik          | Konkurencja        | Przyrząd     | Przyrząd     | Przyrząd     | Przyrząd     | Przyrząd     | Przyrząd     | Razem        | Pozycja      | Przyrząd | Przyrząd | Przyrząd | Przyrząd | Przyrząd | Przyrząd | Razem   | Pozycja | Źródło |
| Zawodnik          | Konkurencja        | F            | PH           | R            | V            | PB           | HB           | Razem        | Pozycja      | F        | PH       | R        | V        | PB       | HB       | Razem   | Pozycja | Źródło |
| ----------------- | ------------------ | ------------ | ------------ | ------------ | ------------ | ------------ | ------------ | ------------ | ------------ | -------- | -------- | -------- | -------- | -------- | -------- | ------- | ------- | ------ |
| Władysław Hryko   | wielobój drużynowy | 13,666       | 13,766       | 13,700       | N/A          | 14,500       | 13,666       | 69,298       | 54.          | 13,166   | 12,666   | 13,866   | 14,241   | 14,666   | 13,700   | N/A     | N/A     | [ 8 ]  |
| Ihor Radiwiłow    | wielobój drużynowy | 13,666       | N/A          | 15,308       | 15,433       | N/A          | 13,500       | 57,907       | 60.          | 14,600   | N/A      | 15,433   | 15,333   | N/A      | 13,300   | N/A     | N/A     | [ 9 ]  |
| Maksym Semiankiw  | wielobój drużynowy | 14,200       | 13,700       | 13,666       | 13,633       | 13,300       | 14,566       | 83,065       | 39.          | DNS      | N/A      | DNS      | N/A      | N/A      | DNS      | N/A     | N/A     | [ 11 ] |
| Andrij Sieniczkin | wielobój drużynowy | N/A          | 14,533       | N/A          | 14,400       | 12,766       | N/A          | 41,699       | 73.          | N/A      | 15,333   | N/A      | 14,441   | N/A      | N/A      | N/A     | N/A     | [ 12 ] |
| Ołeh Werniajew    | wielobój drużynowy | 14,833       | 15,566       | 15,200       | 15,066       | 16,166       | 15,133       | 91,964       | 1.           | N/A      | 15,633   | N/A      | N/A      | 15,900   | N/A      | N/A     | N/A     | [ 13 ] |
| Razem             | wielobój drużynowy | 42,699       | 43,865       | 44,208       | 44,889       | 43,966       | 43,365       | 263,002      | 7.           | 27,766   | 43,632   | 29,299   | 44,015   | 30,366   | 27,000   | 202,078 | 8.      | [ 14 ] |

| Zawodnik         | Konkurencja                 | Kwalifikacje | Kwalifikacje | Kwalifikacje | Kwalifikacje | Kwalifikacje | Kwalifikacje | Kwalifikacje | Kwalifikacje | Finał    | Finał    | Finał    | Finał    | Finał    | Finał    | Finał  | Finał   | Źródło |
| Zawodnik         | Konkurencja                 | Przyrząd     | Przyrząd     | Przyrząd     | Przyrząd     | Przyrząd     | Przyrząd     | Razem        | Pozycja      | Przyrząd | Przyrząd | Przyrząd | Przyrząd | Przyrząd | Przyrząd | Razem  | Pozycja | Źródło |
| Zawodnik         | Konkurencja                 | F            | PH           | R            | V            | PB           | HB           | Razem        | Pozycja      | F        | PH       | R        | V        | PB       | HB       | Razem  | Pozycja | Źródło |
| ---------------- | --------------------------- | ------------ | ------------ | ------------ | ------------ | ------------ | ------------ | ------------ | ------------ | -------- | -------- | -------- | -------- | -------- | -------- | ------ | ------- | ------ |
| Maksym Semiankiw | wielobój indywidualnie      | 14,200       | 13,700       | 13,666       | 13,633       | 13,300       | 14,566       | 83,065       | 39.          | NQ       | NQ       | NQ       | NQ       | NQ       | NQ       | NQ     | NQ      | [ 11 ] |
| Ołeh Werniajew   | wielobój indywidualnie      | 14,833       | 15,566       | 15,200       | 15,066       | 16,166       | 15,133       | 91,964       | 1.           | 15,033   | 15,533   | 15,300   | 15,500   | 16,100   | 14,800   | 92,266 | srebro  | [ 13 ] |
| Ołeh Werniajew   | ćwiczenia na koniu z łękami | N/A          | 15,566       | N/A          | N/A          | N/A          | N/A          | 15,566       | 5.           | N/A      | 14,400   | N/A      | N/A      | N/A      | N/A      | 14,400 | 8.      | [ 13 ] |
| Ołeh Werniajew   | ćwiczenia na kółkach        | N/A          | N/A          | 15,200       | N/A          | N/A          | N/A          | 15,200       | 11.          | NQ       | NQ       | NQ       | NQ       | NQ       | NQ       | NQ     | NQ      | [ 13 ] |
| Ołeh Werniajew   | ćwiczenia na poręczach      | N/A          | N/A          | N/A          | N/A          | 16,166       | N/A          | 16,166       | 1.           | N/A      | N/A      | N/A      | N/A      | 16,041   | N/A      | 16,041 | złoto   | [ 13 ] |
| Ołeh Werniajew   | ćwiczenia na drążku         | N/A          | N/A          | N/A          | N/A          | N/A          | 15,133       | 15,133       | 7.           | N/A      | N/A      | N/A      | N/A      | N/A      | 13,366   | 13,366 | 8.      | [ 13 ] |
| Ołeh Werniajew   | skoki                       | N/A          | N/A          | N/A          | 15,183       | N/A          | N/A          | 15,183       | 7.           | N/A      | N/A      | N/A      | 15,316   | N/A      | N/A      | 15,316 | 5.      | [ 13 ] |
| Ihor Radiwiłow   | skoki                       | N/A          | N/A          | N/A          | 15,283       | N/A          | N/A          | 15,283       | 4.           | N/A      | N/A      | N/A      | 15,033   | N/A      | N/A      | 15,033 | 8.      | [ 9 ]  |
| Ihor Radiwiłow   | ćwiczenia na kółkach        | N/A          | N/A          | 15,308       | N/A          | N/A          | N/A          | 15,308       | 9.           | N/A      | N/A      | 15,466   | N/A      | N/A      | N/A      | 15,466 | 5.      | [ 9 ]  |

Kobiety
| Zawodniczka    | Konkurencja            | Kwalifikacje | Kwalifikacje | Kwalifikacje | Kwalifikacje | Kwalifikacje | Kwalifikacje | Finał     | Finał     | Finał     | Finał     | Finał | Finał   | Źródło |
| Zawodniczka    | Konkurencja            | Przyrządy    | Przyrządy    | Przyrządy    | Przyrządy    | Razem        | Pozycja      | Przyrządy | Przyrządy | Przyrządy | Przyrządy | Razem | Pozycja | Źródło |
| Zawodniczka    | Konkurencja            | V            | UB           | BB           | F            | Razem        | Pozycja      | V         | UB        | BB        | F         | Razem | Pozycja | Źródło |
| -------------- | ---------------------- | ------------ | ------------ | ------------ | ------------ | ------------ | ------------ | --------- | --------- | --------- | --------- | ----- | ------- | ------ |
| Anhelina Kysła | wielobój indywidualnie | 13,958       | 12,533       | 12,666       | 13,066       | 52,233       | 47.          | NQ        | NQ        | NQ        | NQ        | NQ    | NQ      | [ 16 ] |

#### Gimnastyka artystyczna
| Zawodniczka       | Konkurencja           | Eliminacje | Eliminacje | Eliminacje | Eliminacje | Eliminacje | Eliminacje | Finał    | Finał    | Finał    | Finał    | Finał  | Finał   | Źródło |
| Zawodniczka       | Konkurencja           | Przyrząd   | Przyrząd   | Przyrząd   | Przyrząd   | Razem      | Miejsce    | Przyrząd | Przyrząd | Przyrząd | Przyrząd | Razem  | Miejsce | Źródło |
| Zawodniczka       | Konkurencja           | H          | B          | C          | R          | Razem      | Miejsce    | H        | B        | C        | R        | Razem  | Miejsce | Źródło |
| ----------------- | --------------------- | ---------- | ---------- | ---------- | ---------- | ---------- | ---------- | -------- | -------- | -------- | -------- | ------ | ------- | ------ |
| Hanna Rizatdinowa | wielobój indywidualny | 18,400     | 18,566     | 18,466     | 18,500     | 73,932     | 3.         | 18,200   | 18,450   | 18,450   | 18,483   | 73,583 | brąz    | [ 17 ] |

| Zawodniczki                                                                            | Konkurencja      | Eliminacje | Eliminacje | Eliminacje | Eliminacje | Finał    | Finał    | Finał  | Finał   | Źródło |
| Zawodniczki                                                                            | Konkurencja      | Przyrząd   | Przyrząd   | Razem      | Miejsce    | Przyrząd | Przyrząd | Razem  | Miejsce | Źródło |
| Zawodniczki                                                                            | Konkurencja      | 5R         | 3C 2H      | Razem      | Miejsce    | 5R       | 3C 2H    | Razem  | Miejsce | Źródło |
| -------------------------------------------------------------------------------------- | ---------------- | ---------- | ---------- | ---------- | ---------- | -------- | -------- | ------ | ------- | ------ |
| Ołena Dmitrasz Jewgienija Gomon Ołeksandra Gridasowa Walerija Gudim Anastasija Wozniak | zawody drużynowe | 16,950     | 16,866     | 33,816     | 8.         | 16,866   | 17,416   | 34,282 | 7.      | [ 18 ] |

#### Skoki na trampolinie
| Zawodnik          | Konkurencja | Eliminacje        | Eliminacje    | Eliminacje | Eliminacje | Eliminacje | Finał    | Finał     | Finał  | Finał  | Finał   | Finał   | Źródło |
| Zawodnik          | Konkurencja | Układ obowiązkowy | Układ dowolny | Kara       | Razem      | Pozycja    | Trudność | Wykonanie | Lot    | Kara   | Łącznie | Pozycja | Źródło |
| Zawodnik          | Konkurencja | Punkty            | Punkty        | Punkty     | Punkty     | Pozycja    | Punkty   | Punkty    | Punkty | Punkty | Punkty  | Pozycja | Źródło |
| ----------------- | ----------- | ----------------- | ------------- | ---------- | ---------- | ---------- | -------- | --------- | ------ | ------ | ------- | ------- | ------ |
| Nataliia Moskvina | kobiety     | 46,030            | 17,300        |            | 63,330     | 16.        | NQ       | NQ        | NQ     | NQ     | NQ      | NQ      | [ 19 ] |

### Judo
Mężczyźni
| Zawodnik          | Konkurencja | 1/32               | 1/16                  | 1/8              | Ćwierćfinał      | Półfinał          | Repasaże         | Finał/ 3.miejsce | Finał/ 3.miejsce | Źródło |
| Zawodnik          | Konkurencja | Przeciwnik Wynik   | Przeciwnik Wynik      | Przeciwnik Wynik | Przeciwnik Wynik | Przeciwnik Wynik  | Przeciwnik Wynik | Przeciwnik Wynik | Pozycja          | Źródło |
| ----------------- | ----------- | ------------------ | --------------------- | ---------------- | ---------------- | ----------------- | ---------------- | ---------------- | ---------------- | ------ |
| Heorhij Zantaraja | - 66 kg     | BYE                | Oleinic P 000-001     | NQ               | NQ               | NQ                | NQ               | NQ               | 17.              | [ 20 ] |
| Kedžau Ńjabali    | - 90 kg     | BYE                | González P 100-101    | NQ               | NQ               | NQ                | NQ               | NQ               | 17.              | [ 21 ] |
| Artem Błoszenko   | - 100 kg    | Kurbanow W 100-000 | Shah W 100-000        | Cho W 100-000    | Frey 'W” 011-000 | Qasımov P 000-100 | N/A              | Haga P 000-100   | 5.               | [ 22 ] |
| Jakiw Chammo      | +100 kg     | Sidibe W 100-000   | Krakowiecki P 000-111 | NQ               | NQ               | NQ                | NQ               | NQ               | 17.              | [ 23 ] |

Kobiety
| Zawodniczka      | Konkurencja | 1/16                | 1/8                    | Ćwierćfinał         | Półfinał            | Repasaże            | Finał / 3.miejsce   | Finał / 3.miejsce | Źródła |
| Zawodniczka      | Konkurencja | Przeciwniczka Wynik | Przeciwniczka Wynik    | Przeciwniczka Wynik | Przeciwniczka Wynik | Przeciwniczka Wynik | Przeciwniczka Wynik | Pozycja           | Źródła |
| ---------------- | ----------- | ------------------- | ---------------------- | ------------------- | ------------------- | ------------------- | ------------------- | ----------------- | ------ |
| Maryna Czerniak  | 48 kg       | Rishony W 100-000   | Csernoviczki P 000-102 | NQ                  | NQ                  | NQ                  | NQ                  | 9.                | [ 24 ] |
| Viktoriya Turks  | 78 kg       | BYE                 | Velenšek P 000-001     | NQ                  | NQ                  | NQ                  | NQ                  | 9.                | [ 25 ] |
| Svitlana Iaromka | +78 kg      | BYE                 | Savelkouls P 000-101   | NQ                  | NQ                  | NQ                  | NQ                  | 9.                | [ 25 ] |

### Jeździectwo
Ujeżdżenie
| Zawodnik         | Koń                      | Konkurencja   | Grand Prix | Grand Prix | Grand Prix Special | Grand Prix Special | Finał | Finał | Źródło |
| Zawodnik         | Koń                      | Konkurencja   | Wynik      | Poz.       | Wynik              | Poz.               | Wynik | Poz.  | Źródło |
| ---------------- | ------------------------ | ------------- | ---------- | ---------- | ------------------ | ------------------ | ----- | ----- | ------ |
| Inna Logutenkowa | Ujeżdżenie indywidualnie | Don Gregorius | 68,943     | 41.        | NQ                 | NQ                 | NQ    | NQ    | [ 26 ] |

Skoki przez przeszkody
| Zawodnik                                                      | Konkurencja         | Koń                  | Runda 1 | Runda 1 | Runda 2 | Runda 2 | Runda 2 | Runda 3 | Runda 3 | Runda 3 | Finał   | Finał   | Finał   | Finał   | Finał   | Źródło |
| Zawodnik                                                      | Konkurencja         | Koń                  | Runda 1 | Runda 1 | Runda 2 | Runda 2 | Runda 2 | Runda 3 | Runda 3 | Runda 3 | Runda A | Runda A | Runda B | Runda B | Runda B | Źródło |
| Zawodnik                                                      | Konkurencja         | Koń                  | Błędy   | Poz.    | Błędy   | Razem   | Poz.    | Błędy   | Razem   | Poz.    | Błędy   | Poz.    | Błędy   | Razem   | Poz.    | Źródło |
| ------------------------------------------------------------- | ------------------- | -------------------- | ------- | ------- | ------- | ------- | ------- | ------- | ------- | ------- | ------- | ------- | ------- | ------- | ------- | ------ |
| Cassio Rivetti                                                | Skoki indywidualnie | Fine Fleur Du Marais | 47      | 68.     | NQ      | NQ      | NQ      | NQ      | NQ      | NQ      | NQ      | NQ      | NQ      | NQ      | NQ      | [ 26 ] |
| Ulrich Kirchhoff                                              | Skoki indywidualnie | Prince de la Mare    | 4       | 27.     | 4       | 8       | 30.     | 17      | 25      | 43.     | NQ      | NQ      | NQ      | NQ      | NQ      | [ 26 ] |
| Ferenc Szentirmai                                             | Skoki indywidualnie | Chadino              | 47      | 68.     |         |         |         |         |         |         |         |         |         |         |         | [ 26 ] |
| René Tebbel                                                   | Skoki indywidualnie | Zipper               | 0       | 1.      | 1       | 1       | 12.     | 2       | 3       | 6.      | 1       | 14.     | 5       | 6       | 19.     | [ 26 ] |
| Cassio Rivetti Ulrich Kirchhoff Ferenc Szentirmai René Tebbel | Skoki drużynowo     | jak wyżej            | N/A     | N/A     | N/A     | N/A     | N/A     | N/A     | N/A     | N/A     | 14      | 13.     | NQ      | NQ      | NQ      | [ 26 ] |

### Kajakarstwo
Mężczyźni
| Zawodnik                      | Konkurencja | Eliminacje | Eliminacje | Półfinały | Półfinały | Finał A/B | Finał A/B  | Pozycja | Źródło |
| Zawodnik                      | Konkurencja | Czas       | Pozycja    | Czas      | Pozycja   | Czas      | Pozycja    | Pozycja | Źródło |
| ----------------------------- | ----------- | ---------- | ---------- | --------- | --------- | --------- | ---------- | ------- | ------ |
| Jurij Czeban                  | C-1 200m    | 41,220     | 3.         | 40,590    | 3.        | 39,279    | 1. Finał A | złoto   | [ 27 ] |
| Pawło Ałtuchow                | C-1 1000m   | 4:19,361   | 4.         | 3:58,574  | 2.        | 4:01,587  | 4. Finał A | 4.      | [ 27 ] |
| Dmytro Janczuk Taras Miszczuk | C-2 1000m   | 3:35,284   | 2.         | 3:38,384  | 1.        | 3:45,949  | 3. Finał A | brąz    | [ 27 ] |

Kobiety
| Zawodniczka                                                       | Konkurencja | Eliminacje | Eliminacje | Półfinały | Półfinały | Finał    | Finał      | Pozycja | Źródło |
| Zawodniczka                                                       | Konkurencja | Czas       | Pozycja    | Czas      | Pozycja   | Czas     | Pozycja    | Pozycja | Źródło |
| ----------------------------------------------------------------- | ----------- | ---------- | ---------- | --------- | --------- | -------- | ---------- | ------- | ------ |
| Marija Powch                                                      | K-1 500m    | 1:54,547   | 3.         | 2:00,714  | 6.        | NQ       | NQ         | 18.     | [ 27 ] |
| Anastasija Ihorivna Inna Hryščuk                                  | K-2 500m    | 1:43,967   | 3.         | 1:43,363  | 2.        | 1:45,868 | 4. Finał A | 4.      | [ 27 ] |
| Marija Powch Switłana Achadowa Anastasija Todorowa Inna Hryszczuk | K-4 500m    | 1:31,727   | 2.         | 1:35,512  | 2.        | 1:37,214 | 4. Finał A | 4.      | [ 27 ] |

#### Kajakarstwo górskie
| Zawodnik     | Konkurencja | Eliminacje | Eliminacje | Eliminacje | Eliminacje | Eliminacje | Eliminacje | Półfinały | Półfinały | Finał | Finał   | Pozycja | Źródło |
| Zawodnik     | Konkurencja | P 1        | M.         | P 2        | M.         | Razem      | M.         | Czas      | Miejsce   | Czas  | Miejsce | Pozycja | Źródło |
| ------------ | ----------- | ---------- | ---------- | ---------- | ---------- | ---------- | ---------- | --------- | --------- | ----- | ------- | ------- | ------ |
| Viktoriia Us | K-1 kobiet  | 109,77     | 10.        | 109,92     | 13.        | 109,77     | 15.        | 111,12    | 12.       | NQ    | NQ      | NQ      | [ 28 ] |

### Kolarstwo

#### Kolarstwo szosowe
| Zawodnik      | Konkurencja                    | Czas    | Pozycja | Źródło |
| ------------- | ------------------------------ | ------- | ------- | ------ |
| Andrij Hriwko | wyścig ze startu wspólnego (m) | 6:23:23 | 41.     | [ 29 ] |
| Denis Kostiuk | wyścig ze startu wspólnego (m) | DNF     | DNF     | [ 29 ] |
| Andrij Kripta | wyścig ze startu wspólnego (m) | DNF     | DNF     | [ 29 ] |
| Andrij Hriwko | jazda indywidualna na czas (m) | 1:16:33 | 18.     | [ 29 ] |
| Ganna Solovei | wyścig ze startu wspólnego (k) | 4:01:02 | 36.     | [ 30 ] |
| Ganna Solovei | jazda indywidualna na czas (k) | 48:03   | 20.     | [ 30 ] |

#### Kolarstwo torowe
Keirin
| Zawodnik     | Konkurencja | Runda 1 | Repesaż | Runda 2 | Finał   | Źródło |
| Zawodnik     | Konkurencja | Pozycja | Pozycja | Pozycja | Pozycja | Źródło |
| ------------ | ----------- | ------- | ------- | ------- | ------- | ------ |
| Lubow Basowa | kobiety     | 7.      | 1.      | 3.      | 5.      | [ 31 ] |

#### Kolarstwo górskie
| Zawodnik       | Konkurencja       | Czas    | Pozycja | Źródło |
| -------------- | ----------------- | ------- | ------- | ------ |
| Jana Bełomoina | cross-country (K) | 1:33:28 | 9.      | [ 32 ] |
| Irina Popowa   | cross-country (K) | 1:41:29 | 22.     | [ 32 ] |

### Lekkoatletyka
Mężczyźni
Konkurencje biegowe
| Zawodnik            | Konkurencja   | Eliminacje | Eliminacje | Półfinał | Półfinał | Finał   | Finał   | Źródło               |
| Zawodnik            | Konkurencja   | Wynik      | Miejsce    | Wynik    | Miejsce  | Wynik   | Miejsce | Źródło               |
| ------------------- | ------------- | ---------- | ---------- | -------- | -------- | ------- | ------- | -------------------- |
| Serhij Smełyk       | 200 m         | 20,66      | 52.        | NQ       | NQ       | NQ      | NQ      | [ 33 ] [ 34 ] [ 35 ] |
| Ihor Bodrov         | 200 m         | 20,86      | 64.        | NQ       | NQ       | NQ      | NQ      | [ 33 ] [ 34 ] [ 35 ] |
| Witalij Butrym      | 400 m         | 45,92      | 30.        | NQ       | NQ       | NQ      | NQ      | [ 36 ] [ 37 ] [ 38 ] |
| Ołeksandr Sitkowski | maraton       | N/A        | N/A        | N/A      | N/A      | 2:14:24 | 20.     | [ 39 ]               |
| Ihor Olefirenko     | maraton       | N/A        | N/A        | N/A      | N/A      | 2:15:36 | 30.     | [ 39 ]               |
| Ihor Russ           | maraton       | N/A        | N/A        | N/A      | N/A      | 2:18:19 | 48.     | [ 39 ]               |
| Ruslan Dmytrenko    | chód na 20 km | N/A        | N/A        | N/A      | N/A      | 1:21:40 | 16.     | [ 40 ]               |
| Ihor Hławan         | chód na 20 km | N/A        | N/A        | N/A      | N/A      | 1:23:32 | 35.     | [ 40 ]               |
| Nazar Kovalenko     | chód na 20 km | N/A        | N/A        | N/A      | N/A      | 1:24:40 | 40.     | [ 40 ]               |
| Serhij Budza        | chód na 50 km | N/A        | N/A        | N/A      | N/A      | 3:53:22 | 18.     | [ 41 ]               |
| Iwan Banzeruk       | chód na 50 km | N/A        | N/A        | N/A      | N/A      | 4:11:51 | 39.     | [ 41 ]               |
| Ihor Hławan         | chód na 50 km | N/A        | N/A        | N/A      | N/A      | DNF     | DNF     | [ 41 ]               |

Konkurencje techniczne
| Zawodnik          | Konkurencja    | Kwalifikacje | Kwalifikacje | Finał | Finał   | Źródło        |
| Zawodnik          | Konkurencja    | Wynik        | Miejsce      | Wynik | Miejsce | Źródło        |
| ----------------- | -------------- | ------------ | ------------ | ----- | ------- | ------------- |
| Bohdan Bondarenko | skok wzwyż     | 2,29         | 1.           | 2,33  | brąz    | [ 42 ] [ 43 ] |
| Andrij Procenko   | skok wzwyż     | 2,29         | 7.           | 2,33  | 4.      | [ 42 ] [ 43 ] |
| Dmytro Jakowenko  | skok wzwyż     | 2,26         | 20.          | NQ    | NQ      | [ 42 ] [ 43 ] |
| Mykyta Nesterenko | rzut dyskiem   | 60,31        | 23.          | NQ    | NQ      | [ 44 ]        |
| Ołeksij Semenow   | rzut dyskiem   | 55,35        | 32.          | NQ    | NQ      | [ 44 ]        |
| Jewhen Wynohradow | rzut młotem    | 73,95        | 11.          | 74,11 | 11.     | [ 45 ]        |
| Dmytro Kosynski   | rzut oszczepem | 83,23        | 8.           | 83,95 | 5.      | [ 46 ]        |

Dziesięciobój
| Zawodnik         | Konkurencja | 100 m | LJ   | SP    | HJ   | 400 m | 110H  | DT | PV  | JT  | 1500 m | Razem | Pozycja | Źródło |
| ---------------- | ----------- | ----- | ---- | ----- | ---- | ----- | ----- | -- | --- | --- | ------ | ----- | ------- | ------ |
| Ołeksij Kasjanow | Rezultat    | 10,78 | 7,54 | 14,50 | 2,01 | 48,56 | 14,34 | NM | DNS | DNS | DNS    | DNF   | DNF     | [ 47 ] |
| Ołeksij Kasjanow | Punkty      | 910   | 945  | 759   | 813  | 882   | 931   | 0  | DNS | DNS | DNS    | DNF   | DNF     | [ 47 ] |

Kobiety
Konkurencje biegowe
| Zawodnik                                                            | Konkurencja           | Eliminacje | Eliminacje | Ćwierćfinał | Ćwierćfinał | Półfinał | Półfinał | Finał   | Finał   | Źródło               |
| Zawodnik                                                            | Konkurencja           | Wynik      | Miejsce    | Wynik       | Miejsce     | Wynik    | Miejsce  | Wynik   | Miejsce | Źródło               |
| ------------------------------------------------------------------- | --------------------- | ---------- | ---------- | ----------- | ----------- | -------- | -------- | ------- | ------- | -------------------- |
| Natalija Pohrebniak                                                 | 100 m                 | N/A        | N/A        | 11,30       | 16.         | 11,32    | 21.      | NQ      | NQ      | [ 48 ] [ 49 ]        |
| Chrystyna Stuj                                                      | 100 m                 | N/A        | N/A        | 11,57       | 41.         | NQ       | NQ       | NQ      | NQ      | [ 48 ] [ 49 ]        |
| Ołesia Powch                                                        | 100 m                 | N/A        | N/A        | 11,39       | 24.         | 11,29    | 20.      | NQ      | NQ      | [ 48 ] [ 49 ]        |
| Natalija Pohrebniak                                                 | 200 m                 | 22,64      | 10.        | N/A         | N/A         | 22,81    | 15.      | NQ      | NQ      | [ 50 ] [ 51 ]        |
| Natalija Strohowa                                                   | 200 m                 | 23,69      | 61.        | N/A         | N/A         | NQ       | NQ       | NQ      | NQ      | [ 50 ] [ 51 ]        |
| Jelizaweta Bryzhina                                                 | 200 m                 | 23,28      | 40.        | N/A         | N/A         | NQ       | NQ       | NQ      | NQ      | [ 50 ] [ 51 ]        |
| Olha Zemlak                                                         | 400 m                 | 51,40      | 11.        | N/A         | N/A         | 50,75    | 8.       | 51,24   | 7.      | [ 52 ] [ 53 ] [ 54 ] |
| Julija Oliszewśka                                                   | 400 m                 | 52,45      | 34.        | N/A         | N/A         | NQ       | NQ       | NQ      | NQ      | [ 52 ] [ 53 ] [ 54 ] |
| Olha Bibik                                                          | 400 m                 | 52,33      | 29.        | N/A         | N/A         | NQ       | NQ       | NQ      | NQ      | [ 52 ] [ 53 ] [ 54 ] |
| Olha Lachowa                                                        | 800 m                 | 2:03,02    | 48.        | N/A         | N/A         | NQ       | NQ       | NQ      | NQ      | [ 55 ] [ 56 ]        |
| Natalija Pryszczepa                                                 | 800 m                 | 1:59,80    | 11.        | N/A         | N/A         | 1:59,95  | 14.      | NQ      | NQ      | [ 55 ] [ 56 ]        |
| Natalija Łupu                                                       | 800 m                 | 1:59,91    | 14.        | N/A         | N/A         | 2:02,10  | 23.      | NQ      | NQ      | [ 55 ] [ 56 ]        |
| Hanna Płoticyna                                                     | 100 m przez płotki    | 13,12      | 34.        | N/A         | N/A         | NQ       | NQ       | NQ      | NQ      | [ 57 ] [ 58 ] [ 59 ] |
| Oksana Szkurat                                                      | 100 m przez płotki    | 13,22      | 35.        | N/A         | N/A         | NQ       | NQ       | NQ      | NQ      | [ 57 ] [ 58 ] [ 59 ] |
| Olena Janowska                                                      | 100 m przez płotki    | 13,32      | 41.        | N/A         | N/A         | NQ       | NQ       | NQ      | NQ      | [ 57 ] [ 58 ] [ 59 ] |
| Wiktorija Tkaczuk                                                   | 400 m przez płotki    | 56,14      | 17.        | N/A         | N/A         | 56,87    | 22.      | NQ      | NQ      | [ 60 ] [ 61 ] [ 62 ] |
| Anna Titimeć                                                        | 400 m przez płotki    | 56,24      | 18.        | N/A         | N/A         | 55,27    | 9.       | NQ      | NQ      | [ 60 ] [ 61 ] [ 62 ] |
| Olena Kolesničenko                                                  | 400 m przez płotki    | 56,61      | 26.        | N/A         | N/A         | 56,77    | 20.      | NQ      | NQ      | [ 60 ] [ 61 ] [ 62 ] |
| Marija Szatałowa                                                    | 3000 m z przeszkodami | 9:30,89    | 16.        | A/A         | A/A         | A/A      | A/A      | NQ      | NQ      | [ 63 ] [ 64 ]        |
| Olha Kotowśka                                                       | maraton               | N/A        | N/A        | N/A         | N/A         | N/A      | N/A      | 2:34:57 | 33.     | [ 65 ]               |
| Switłana Stanko-Kłymenko                                            | maraton               | N/A        | N/A        | N/A         | N/A         | N/A      | N/A      | 2:42:26 | 66.     | [ 65 ]               |
| Natalija Łehońkowa                                                  | maraton               | N/A        | N/A        | N/A         | N/A         | N/A      | N/A      | 2:46:08 | 87.     | [ 65 ]               |
| Ołesia Powch Natalija Pohrebniak Marija Riemień Jelizaweta Bryzhina | sztafeta 4 × 100 m    | 42,49      | 5.         | N/A         | N/A         | N/A      | N/A      | 42,36   | 6.      | [ 66 ] [ 67 ]        |
| Alina Łohwynenko Olha Bibik Tetiana Melnyk Olha Zemlak              | sztafeta 4 × 400 m    | 3:24,54    | 3.         | N/A         | N/A         | N/A      | N/A      | 3:26,64 | 5.      | [ 68 ] [ 69 ]        |
| Nadija Borowśka                                                     | chód 20 km            | N/A        | N/A        | N/A         | N/A         | N/A      | N/A      | 1:33:01 | 19.     | [ 70 ]               |
| «»Inna Kashyna                                                      | chód 20 km            | N/A        | N/A        | N/A         | N/A         | N/A      | N/A      | 1:33:15 | 21.     | [ 70 ]               |
| Valentyna Myronchuk                                                 | chód 20 km            | N/A        | N/A        | N/A         | N/A         | N/A      | N/A      | 1:38:20 | 46.     | [ 70 ]               |

Konkurencje techniczne
| Zawodniczka          | Konkurencja    | Kwalifikacje | Kwalifikacje | Finał | Finał   | Źródło        |
| Zawodniczka          | Konkurencja    | Wynik        | Miejsce      | Wynik | Miejsce | Źródło        |
| -------------------- | -------------- | ------------ | ------------ | ----- | ------- | ------------- |
| Iryna Heraszczenko   | skok wzwyż     | 1,94         | 13.          | 1,93  | 10.     | [ 71 ] [ 72 ] |
| Julija Łewczenko     | skok wzwyż     | 1,92         | 19.          | NQ    | NQ      | [ 71 ] [ 72 ] |
| Oksana Okuniewa      | skok wzwyż     | 1,89         | 22.          | NQ    | NQ      | [ 71 ] [ 72 ] |
| Maryna Kyłypko       | skok o tyczce  | 4,55         | 14.          | NQ    | NQ      | [ 73 ] [ 74 ] |
| Maryna Bech          | skok w dal     | 6,55         | 10.          | NM    | DNF     | [ 75 ] [ 76 ] |
| Anna Kornuta         | skok w dal     | 6,37         | 19.          | NQ    | NQ      | [ 75 ] [ 76 ] |
| Anna Łuniowa         | skok w dal     | 6,15         | 31.          | NQ    | NQ      | [ 75 ] [ 76 ] |
| Olha Saładucha       | trójskok       | 13,97        | 18.          | NQ    | NQ      | [ 77 ]        |
| Rusłana Cychoćka     | trójskok       | 13,63        | 26.          | NQ    | NQ      | [ 77 ]        |
| Olha Hołodna         | pchnięcie kulą | 16,83        | 27.          | NQ    | NQ      | [ 78 ] [ 79 ] |
| Galyna Obleshchuk    | pchnięcie kulą | 15,81        | 34.          | NQ    | NQ      | [ 78 ] [ 79 ] |
| Natalia Semenowa     | rzut dyskiem   | 58,41        | 15.          | NQ    | NQ      | [ 80 ] [ 81 ] |
| Iryna Nowożyłowa     | rzut młotem    | 66,70        | 22.          | NQ    | NQ      | [ 82 ] [ 83 ] |
| Iryna Kłymeć         | rzut młotem    | 62,75        | 28.          | NQ    | NQ      | [ 82 ] [ 83 ] |
| Natalija Zołotuchina | rzut młotem    | 59,96        | 31.          | NQ    | NQ      | [ 82 ] [ 83 ] |
| Hanna Haćko-Fedusowa | rzut oszczepem | 58,90        | 19.          | NQ    | NQ      | [ 84 ] [ 85 ] |
| Kateryna Derun       | rzut oszczepem | 60,02        | 17.          | NQ    | NQ      | [ 84 ] [ 85 ] |

Siedmiobój
| Zawodniczka       | Konkurencja | 100H  | HJ   | SP    | 200 m | LJ   | JT    | 800 m   | Razem | Pozycja | Źródło |
| ----------------- | ----------- | ----- | ---- | ----- | ----- | ---- | ----- | ------- | ----- | ------- | ------ |
| Hanna Melnyczenko | Rezultat    | 13,66 | 1,77 | 13,25 | 24,60 | 5,88 | 39,10 | 2:16,58 | 5951  | 25.     | [ 86 ] |
| Hanna Melnyczenko | Punkty      | 1027  | 941  | 744   | 924   | 813  | 631   | 871     | 5951  | 25.     | [ 86 ] |
| Alina Fiodorowa   | Rezultat    | 14,10 | 1,80 | 14,38 | 25,44 | 6,00 | 35,44 | DNF     | 5038  | 28.     | [ 86 ] |
| Alina Fiodorowa   | Punkty      | 964   | 978  | 820   | 847   | 850  | 580   | 0       | 5038  | 28.     | [ 86 ] |

### Łucznictwo
| Zawodnik                                                 | Konkurencja       | Runda rankingowa | Runda rankingowa | 1/32              | 1/16             | 1/8              | Ćwierćfinały     | Półfinały        | Finał            | Finał   | Źródło |
| Zawodnik                                                 | Konkurencja       | Wynik            | Miejsce          | Przeciwnik Wynik  | Przeciwnik Wynik | Przeciwnik Wynik | Przeciwnik Wynik | Przeciwnik Wynik | Przeciwnik Wynik | Pozycja | Źródło |
| -------------------------------------------------------- | ----------------- | ---------------- | ---------------- | ----------------- | ---------------- | ---------------- | ---------------- | ---------------- | ---------------- | ------- | ------ |
| Wiktor Ruban                                             | indywidualnie (m) | 663              | 25.              | Purnama W 7-3     | Valladont P 0-6  | NQ               | NQ               | NQ               | NQ               | 17.     | [ 87 ] |
| Anastasija Pawłowa                                       | indywidualnie (k) | 630              | 29.              | Sajdijewa W 6-0   | Tan P 0-6        | NQ               | NQ               | NQ               | NQ               | 17.     | [ 88 ] |
| Lidija Siczenikowa                                       | indywidualnie (k) | 630              | 31.              | Narimanidze W 7-1 | chang P 2-6      | NQ               | NQ               | NQ               | NQ               | 17.     | [ 88 ] |
| Weronika Marczenko                                       | indywidualnie (k) | 630              | 30.              | Nurmsalu W 6-0    | ki P 2-6         | NQ               | NQ               | NQ               | NQ               | 17.     | [ 88 ] |
| Weronika Marczenko Lidija Siczenikowa Anastasija Pawłowa | drużynowo (k)     | 1890             | 8.               | N/A               | N/A              | Japonia · P 2-6  | NQ               | NQ               | NQ               | 9.      | [ 88 ] |

### Pięciobój nowoczesny
| Zawodnik           | Konkurencja | Szermierka      | Szermierka | Szermierka | Pływanie | Pływanie | Pływanie | Jazda konna | Jazda konna | Jazda konna | Kombinacja: strzelanie/bieg przełajowy | Kombinacja: strzelanie/bieg przełajowy | Kombinacja: strzelanie/bieg przełajowy | Suma punktów | Pozycja | Źródło |
| Zawodnik           | Konkurencja | Wynik (wygrane) | M.         | Punkty     | Czas     | M.       | Punkty   | Kary        | M.          | Punkty      | Czas                                   | M.                                     | Punkty                                 | Suma punktów | Pozycja | Źródło |
| ------------------ | ----------- | --------------- | ---------- | ---------- | -------- | -------- | -------- | ----------- | ----------- | ----------- | -------------------------------------- | -------------------------------------- | -------------------------------------- | ------------ | ------- | ------ |
| Anastasija Spas    | kobiety     | 16              | 24.        | 196        | 2:14,54  | 11.      | 297      | 79          | 30.         | 221         | 15:16,82                               | 36.                                    | 384                                    | 1098         | 29.     | [ 89 ] |
| Pawło Tymoszczenko | mężczyźni   | 21              | 5.         | 227        | 2:05,59  | 25.      | 324      | 14          | 16.         | 286         | 11:05,74                               | 5.                                     | 635                                    | 1472         | srebro  | [ 89 ] |
| Andrij Fedeczko    | mężczyźni   | 16              | 27.        | 198        | 2:05,63  | 25.      | 324      | 25          | 24.         | 275         | 11:47,68                               | 26.                                    | 593                                    | 1390         | 26.     | [ 89 ] |

### Pływanie
| Zawodnik           | Konkurencja               | Eliminacje | Eliminacje | Półfinał | Półfinał | Finał | Finał   | Źródło |
| Zawodnik           | Konkurencja               | Czas       | Miejsce    | Czas     | Miejsce  | Czas  | Miejsce | Źródło |
| ------------------ | ------------------------- | ---------- | ---------- | -------- | -------- | ----- | ------- | ------ |
| Andrij Howorow     | 50 m dowolnym mężczyzn    | 21,49      | 1.         | 21,46    | 2.       | 21,74 | 5.      | [ 90 ] |
| Mychajło Romanczuk | 1500 m dowolnym mężczyzn  | 15:01,35   | 15.        | N/A      | N/A      | NQ    | NQ      | [ 91 ] |
| Serhij Frołow      | 1500 m dowolnym mężczyzn  | 15:04,61   | 17.        | N/A      | N/A      | NQ    | NQ      | [ 91 ] |
| Dmytro Oseledets   | 200 m klasycznym mężczyzn | 2:15,19    | 37.        | NQ       | NQ       | NQ    | NQ      | [ 92 ] |
| Lubomyr Łemeszko   | 100 m motylkowym mężczyzn | 52,51      | 23.        | NQ       | NQ       | NQ    | NQ      | [ 93 ] |
| Darja Stepaniuk    | 50 m dowolnym kobiet      | 25,67      | 42.        | NQ       | NQ       | NQ    | NQ      | [ 94 ] |
| Daryna Zewina      | 200 m grzbietowym kobiet  | 2:08,88    | 8.         | 2:09,07  | 9.       | NQ    | NQ      | [ 95 ] |
| Darja Stepaniuk    | 10 0m motylkowym kobiet   | 1:00,81    | 33.        | NQ       | NQ       | NQ    | NQ      | [ 96 ] |

### Pływanie synchroniczne
| Zawodnik | Konkurencja | Eliminacje                    | Eliminacje                    | Eliminacje                 | Eliminacje                 | Eliminacje         | Eliminacje         | Finał         | Finał         | Finał    | Finał   | Źródło |
| Zawodnik | Konkurencja | Eliminacje – runda techniczna | Eliminacje – runda techniczna | Eliminacje – runda dowolna | Eliminacje – runda dowolna | Eliminacje – Razem | Eliminacje – Razem | Runda dowolna | Runda dowolna | Razem    | Razem   | Źródło |
| Zawodnik | Konkurencja | Punkty                        | Miejsce                       | Punkty                     | Miejsce                    | Punkty             | Miejsce            | Punkty        | Miejsce       | Punkty   | Miejsce | Źródło |
| Łolita Ananasowa Anna Wołoszyna | Duety       | 93,1358                       | 4.                            | 93,5333                    | 5.                         | 186,6691           | 4.                 | 94,0000       | 5.            | 187,1358 | 4.      | [ 97 ] |
| Łolita Ananasowa Ołena Hreczychina Darja Juszko Anastasija Sawczuk Ołeksandra Sabada Kateryna Sadurśka Ksenija Sydorenko Anna Wołoszyna Olha Zołotariowa | Drużyny     | 93,4413                       | 4.                            | N/A                        | N/A                        | N/A                | N/A                | 95,1667       | 4.            | 188,6080 | 4.      | [ 98 ] |

### Podnoszenie ciężarów
| Zawodnik               | Konkurencja      | Rwanie | Rwanie  | Podrzut | Podrzut | Razem  | Pozycja | Źródło |
| Zawodnik               | Konkurencja      | Wynik  | Pozycja | Wynik   | Pozycja | Razem  | Pozycja | Źródło |
| ---------------------- | ---------------- | ------ | ------- | ------- | ------- | ------ | ------- | ------ |
| Ołeksandr Pielieszenko | -85 kg mężczyzn  | 175 kg | 3.      | 210 kg  | 4.      | 385 kg | 5.      | [ 99 ] |
| Dmytro Czumak          | -94 kg mężczyzn  | 174 kg | 6.      | 213 kg  | 6.      | 387 kg | 6.      | [ 99 ] |
| Wołodymyr Hoza         | -94 kg mężczyzn  | 170 kg | 9.      | 205 kg  | 9.      | 375 kg | 9.      | [ 99 ] |
| Ihor Szymeczko         | +105 kg mężczyzn | 170 kg | 20.     | 195 kg  | 19.     | 365 kg | 19.     | [ 99 ] |
| Julija Paratowa        | -48 kg kobiet    | 84 kg  | 4.      | 95 kg   | 9.      | 179 kg | 8.      | [ 99 ] |
| Weronika Iwasjuk       | -58 kg kobiet    | 90 kg  | 9.      | 103 kg  | 15.     | 193 kg | 13.     | [ 99 ] |
| Iryna Decha            | -75 kg kobiet    | 114 kg | 4.      | 133 kg  | 8.      | 247 kg | 5.      | [ 99 ] |
| Anastasija Łysenko     | +75 kg kobiet    | 117 kg | 9.      | 146 kg  | 9.      | 263 kg | 10.     | [ 99 ] |

### Skoki do wody
| Zawodnik                             | Konkurencja                            | Preeliminacje | Preeliminacje | Półfinał | Półfinał | Finał  | Finał   | Źródło  |
| Zawodnik                             | Konkurencja                            | Punkty        | Miejsce       | Punkty   | Miejsce  | Punkty | Miejsce | Źródło  |
| ------------------------------------ | -------------------------------------- | ------------- | ------------- | -------- | -------- | ------ | ------- | ------- |
| Ilja Kwasza                          | trampolina 3 m indywidualnie mężczyźni | 398,20        | 15.           | 430,05   | 8.       | 475,10 | 6.      | [ 100 ] |
| Maksim Dołgow Ołeksandr Horszkowozow | wieża 10 m synchronicznie mężczyźni    | N/A           | N/A           | N/A      | N/A      | 421,98 | 6.      | [ 101 ] |
| Ołena Fedorowa                       | trampolina 3 m indywidualnie kobiety   | 318,10        | 10.           | 321,00   | 8.       | 304,80 | 11.     | [ 102 ] |
| Anastasija Niedobiga                 | trampolina 3 m indywidualnie kobiety   | 309,50        | 12.           | 290,15   | 18.      | NQ     | NQ      | [ 102 ] |
| Julija Prokopczuk                    | wieża 10 m indywidualnie kobiety       | 297,95        | 15.           | 300,65   | 14.      | NQ     | NQ      | [ 103 ] |
| Hanna Krasnoszlyk                    | wieża 10 m indywidualnie kobiety       | 300,80        | 14.           | 295,45   | 16.      | NQ     | NQ      | [ 103 ] |

### Strzelectwo
| Zawodnik         | Konkurencja                            | Kwalifikacje | Kwalifikacje | Półfinał | Półfinał | Finał | Finał   | Źródło  |
| Zawodnik         | Konkurencja                            | Wynik        | Pozycja      | Wynik    | Pozycja  | Wynik | Pozycja | Źródło  |
| ---------------- | -------------------------------------- | ------------ | ------------ | -------- | -------- | ----- | ------- | ------- |
| Serhij Kulisz    | karabin pneumatyczny 10 m (m)          | 627          | 4.           | N\A      | N\A      | 204,6 | srebro  | [ 104 ] |
| Ołeh Carkow      | karabin pneumatyczny 10 m (m)          | 626,2        | 5.           | N\A      | N\A      | 79,7  | 8.      | [ 104 ] |
| Serhij Kulisz    | karabin małokalibrowy leżąc (m)        | 620,5        | 32.          | N/A      | N/A      | NQ    | NQ      | [ 104 ] |
| Ołeh Carkow      | karabin małokalibrowy leżąc (m)        | 623,1        | 12.          | N/A      | N/A      | NQ    | NQ      | [ 104 ] |
| Ołeh Carkow      | karabin małokalibrowy trzy postawy (m) | 1173         | 10.          | N/A      | N/A      | NQ    | NQ      | [ 104 ] |
| Serhij Kulisz    | karabin małokalibrowy trzy postawy (m) | 1171         | 14.          | N/A      | N/A      | NQ    | NQ      | [ 104 ] |
| Ołeh Omelczuk    | pistolet pneumatyczny                  | 577          | 14.          | N/A      | N/A      | NQ    | NQ      | [ 104 ] |
| Pawło Korostyłow | pistolet pneumatyczny                  | 572          | 35.          | N/A      | N/A      | NQ    | NQ      | [ 104 ] |
| Roman Bondaruk   | pistolet szybkostrzelny 25 m           | 579          | 11.          | N/A      | N/A      | NQ    | NQ      | [ 104 ] |
| Pawło Korostyłow | pistolet szybkostrzelny 25 m           | 574          | 16.          | N/A      | N/A      | NQ    | NQ      | [ 104 ] |
| Ołeh Omelczuk    | pistolet dowolny 50 m                  | 550          | 21.          | N/A      | N/A      | NQ    | NQ      | [ 104 ] |
| Mykoła Milczew   | skeet                                  | 122          | 4.           | 15       | 3.       | 14    | 4.      | [ 104 ] |
| Natalija Kalnysz | karabin pneumatyczny                   | 415,8        | 10.          | N/A      | N/A      | NQ    | NQ      | [ 105 ] |
| Natalija Kalnysz | karabin małokalibrowy trzy pozycje (k) | 577          | 21.          | N/A      | N/A      | NQ    | NQ      | [ 105 ] |
| Ołena Kostewycz  | Pistolet pneumatyczny 10 m (k)         | 378          | 28.          | N/A      | N/A      | NQ    | NQ      | [ 105 ] |
| Ołena Kostewycz  | pistolet sportowy 25 m                 | 575          | 22.          | N/A      | N/A      | NQ    | NQ      | [ 105 ] |

### Szermierka
Mężczyźni
| Zawodnik                                                         | Konkurencja          | 1/32             | 1/16             | 1/8              | Ćwierćfinały     | Półfinały        | Finał/3.miejsce  | Finał/3.miejsce | Źródło  |
| Zawodnik                                                         | Konkurencja          | Przeciwnik Wynik | Przeciwnik Wynik | Przeciwnik Wynik | Przeciwnik Wynik | Przeciwnik Wynik | Przeciwnik Wynik | Pozycja         | Źródło  |
| ---------------------------------------------------------------- | -------------------- | ---------------- | ---------------- | ---------------- | ---------------- | ---------------- | ---------------- | --------------- | ------- |
| Andrij Jagodka                                                   | szabla indywidualnie | N/A              | Abedini P 9-15   | NQ               | NQ               | NQ               | NQ               | 24.             | [ 106 ] |
| Bohdan Nikiszyn                                                  | szpada indywidualnie | BYE              | Jiao W 15-11     | Steffen P 14-15  | NQ               | NQ               | NQ               | 10.             | [ 107 ] |
| Anatolij Gerej                                                   | szpada indywidualnie | BYE              | Kauter P 9-15    | NQ               | NQ               | NQ               | NQ               | 24.             | [ 107 ] |
| Dmytro Kariuczenko                                               | szpada indywidualnie | Rodríguez P 7-15 | NQ               | NQ               | NQ               | NQ               | NQ               | 36.             | [ 107 ] |
| Bohdan Nikiszyn Anatolij Gerej Dmytro Kariuczenko Anatolij Herej | szpada drużynowo     | N/A              | N/A              | N/A              | Rosja · W 45-32  | Włochy · P 33-45 | Węgry · P 37-39  | 4.              | [ 108 ] |

Kobiety
| Zawodnik                                                             | Konkurencja                 | 1/32             | 1/16             | 1/8                | Ćwierćfinały               | Półfinały                  | Finał/3.miejsce   | Finał/3.miejsce | Źródło          |
| Zawodnik                                                             | Konkurencja                 | Przeciwnik Wynik | Przeciwnik Wynik | Przeciwnik Wynik   | Przeciwnik Wynik           | Przeciwnik Wynik           | Przeciwnik Wynik  | Pozycja         | Źródło          |
| -------------------------------------------------------------------- | --------------------------- | ---------------- | ---------------- | ------------------ | -------------------------- | -------------------------- | ----------------- | --------------- | --------------- |
| Olha Łełejko                                                         | floret kobiet indywidualnie | BYE              | Guyart P 9-15    | NQ                 | NQ                         | NQ                         | NQ                | 24.             | [ 109 ]         |
| Alina Komaszczuk                                                     | szabla indywidualnie        | BYE              | Gregorio W 15-14 | Charłan P 8-15     | NQ                         | NQ                         | NQ                | 15.             | [ 110 ]         |
| Ołena Krawaćka                                                       | szabla indywidualnie        | BYE              | Muhammad P 13-15 | NQ                 | NQ                         | NQ                         | NQ                | 26.             | [ 110 ]         |
| Olha Charłan                                                         | szabla indywidualnie        | BYE              | González W 15-8  | Komaszczuk W 15-8  | Gulotta W 15-4             | Jegorian P 9-15            | Brunet W 15-10    | brąz            | [ 110 ]         |
| Olha Charłan Alina Komaszczuk Ołena Krawaćka Ołena Woronina          | szabla drużynowo            | N/A              | N/A              | N/A                | Korea Południowa · W 45-40 | Włochy · W 45-42           | Rosja · P 30-45   | srebro          | [ 111 ] [ 112 ] |
| Jana Szemiakina                                                      | szpada indywidualnie        | BYE              | Hurley W 14-13   | Nakano P 8-11      | NQ                         | NQ                         | NQ                | 13.             | [ 113 ]         |
| Ksenija Pantelejewa                                                  | szpada indywidualnie        | BYE              | Embrich P 3-15   | NQ                 | NQ                         | NQ                         | NQ                | 27.             | [ 113 ]         |
| Ołena Krywycka                                                       | szpada indywidualnie        | BYE              | Shin W 15-14     | Rembi P 7-9        | NQ                         | NQ                         | NQ                | 13.             | [ 113 ]         |
| Ksenija Pantelejewa Ołena Krywycka Jana Szemiakina Anfisa Poczkałowa | szpada drużynowo            | N/A              | N/A              | Brazylia · W 45-32 | Chiny · P 34-42            | Korea Południowa · P 34-45 | Francja · P 38-45 | 8.              | [ 116 ] [ 117 ] |

### Tenis stołowy
| Zawodnik        | Konkurencja        | Eliminacje       | Runda 1          | Runda 2          | Runda 3          | 1/8 finału       | Ćwierćfinały     | Półfinały        | Finał            | Finał   | Źródło  |
| Zawodnik        | Konkurencja        | Przeciwnik Wynik | Przeciwnik Wynik | Przeciwnik Wynik | Przeciwnik Wynik | Przeciwnik Wynik | Przeciwnik Wynik | Przeciwnik Wynik | Przeciwnik Wynik | Pozycja | Źródło  |
| --------------- | ------------------ | ---------------- | ---------------- | ---------------- | ---------------- | ---------------- | ---------------- | ---------------- | ---------------- | ------- | ------- |
| Kou Łej         | gra pojedyncza (m) | BYE              | BYE              | Assar W 4-3      | Gauzy W 4-1      | Freitas P 0-4    | NQ               | NQ               | NQ               | 9.      | [ 118 ] |
| Tetyana Bilenko | gra pojedyncza (k) | BYE              | BYE              | Vacenovská W 4-0 | Lee P 1-4        | NQ               | NQ               | NQ               | NQ               | 17.     | [ 119 ] |

### Tenis ziemny
| Zawodnik                         | Konkurencja | 1/32                           | 1/16                                      | 1/8                       | Ćwierćfinały             | Półfinały        | Finał            | Finał   | Źródło  |
| Zawodnik                         | Konkurencja | Przeciwnik Wynik               | Przeciwnik Wynik                          | Przeciwnik Wynik          | Przeciwnik Wynik         | Przeciwnik Wynik | Przeciwnik Wynik | Pozycja | Źródło  |
| -------------------------------- | ----------- | ------------------------------ | ----------------------------------------- | ------------------------- | ------------------------ | ---------------- | ---------------- | ------- | ------- |
| Illa Marczenko                   | singel (m)  | Seppi P 1:2 (3:6, 6:3, 6:7)    | NQ                                        | NQ                        | NQ                       | NQ               | NQ               | 33.     | [ 120 ] |
| Illa Marczenko Denys Mołczanow   | debel (m)   | N/A                            | Fognini Seppi P 0-2 (4:6, 3:6)            | NQ                        | NQ                       | NQ               | NQ               | 17.     | [ 121 ] |
| Elina Switolina                  | singel (k)  | Petković W 2:1 (2:6, 6:1, 6:3) | Watson W 2:1 (6:3, 1:6, 6:3)              | Williams W 2:0 (6:4, 6:3) | Kvitová P 0:2 (2:6, 0:6) | NQ               | NQ               | 5.      | [ 122 ] |
| Ludmyła Kiczenok Nadija Kiczenok | debel       | N/A                            | Xu Zheng P 0-2 (0:6, 3:6)                 | NQ                        | NQ                       | NQ               | NQ               | 17.     | [ 123 ] |
| Olha Sawczuk Elina Switolina     | debel       | N/A                            | Hlaváčková Hradecká P 1-2 (6:7, 6:1, 4:6) | NQ                        | NQ                       | NQ               | NQ               | 17.     | [ 123 ] |

### Triathlon
| Zawodnik           | Konkurencja | Pływanie (1,5 km) | Zmiana 1 | Jazda na rowerze (40 km) | Zmiana 2 | Bieg (10 km) | Czas    | Pozycja | Źródło  |
| ------------------ | ----------- | ----------------- | -------- | ------------------------ | -------- | ------------ | ------- | ------- | ------- |
| Julia Jelistratowa | kobiety     | 20:05             | 0:55     | 1:05:57                  | 0:39     | 35:51        | 2:03:27 | 38.     | [ 124 ] |
| Iwan Iwanow        | mężczyźni   | 18:58             | 0:51     | 1:00:26                  | 0:43     | 35:05        | 1:56:00 | 49.     | [ 125 ] |

### Wioślarstwo
| Zawodnik                                                                | Konkurencja | Eliminacje | Eliminacje | Repesaż | Repesaż | Półfinały | Półfinały | Finał   | Finał      | Miejsce | Źródło                  |
| Zawodnik                                                                | Konkurencja | Czas       | M.         | Czas    | M.      | Czas      | M.        | Czas    | M.         | Miejsce | Źródło                  |
| ----------------------------------------------------------------------- | ----------- | ---------- | ---------- | ------- | ------- | --------- | --------- | ------- | ---------- | ------- | ----------------------- |
| Artem Morozow Iwan Dowhod´ko Ołeksandr Nadtoka Dmytro Michaj            | M4x         | 5:52,90    | 2.         | N/A     | N/A     | N/A       | N/A       | 6:16,30 | 6. Finał A | 6.      | [ 126 ] [ 127 ] [ 128 ] |
| Daryna Werchohlad Ołena Buriak Anastasija Kożenkowa Jewhenija Nimczenko | W4x         | 6:35,48    | 1.         | N/A     | N/A     | N/A       | N/A       | 6:56,09 | 4. Finał A | 4.      | [ 129 ] [ 130 ]         |

### Zapasy
Mężczyźni – styl klasyczny
| Zawodnik            | Konkurencja | Kwalifikacje     | 1/8              | Ćwierćfinał      | Półfinał         | Repesaż 1        | Finał/ 3.miejsce  | Finał/ 3.miejsce | Źródło  |
| Zawodnik            | Konkurencja | Przeciwnik Wynik | Przeciwnik Wynik | Przeciwnik Wynik | Przeciwnik Wynik | Przeciwnik Wynik | Przeciwnik Wynik  | Pozycja          | Źródło  |
| ------------------- | ----------- | ---------------- | ---------------- | ---------------- | ---------------- | ---------------- | ----------------- | ---------------- | ------- |
| Żan Bełeniuk        | -85 kg      | BYE              | Usman W 9-0      | Bajrjakow W 10-1 | Gamzatow W 6-0   | N/A              | Czakwetadze P 2-9 | srebro           | [ 131 ] |
| Dimitrij Timczenko  | -98 kg      | Kiss P 0-3       | NQ               | NQ               | NQ               | NQ               | NQ                | 15.              | [ 132 ] |
| Ołeksandr Czernecki | -130 kg     | Ahmad W 4-0      | Kadżaia P 0-5    | NQ               | NQ               | NQ               | NQ                | 9.               | [ 133 ] |

Mężczyźni – styl wolny
| Zawodnik           | Konkurencja | Kwalifikacje     | 1/8                 | Ćwierćfinał      | Półfinał         | Repesaż 1        | Repesaż 2        | Finał            | Finał   | Źródło  |
| Zawodnik           | Konkurencja | Przeciwnik Wynik | Przeciwnik Wynik    | Przeciwnik Wynik | Przeciwnik Wynik | Przeciwnik Wynik | Przeciwnik Wynik | Przeciwnik Wynik | Pozycja | Źródło  |
| ------------------ | ----------- | ---------------- | ------------------- | ---------------- | ---------------- | ---------------- | ---------------- | ---------------- | ------- | ------- |
| Andrij Kwiatkowski | -65 kg      | BYE              | Əsgərov P 2-12      | NQ               | NQ               |                  | Molinaro P 5-8   |                  | 13.     | [ 134 ] |
| Wałerij Andrijcew  | -97 kg      | BYE              | Bołtukajew W 8-5    | Musajew W 5-2    | Gaziumow P 0-11  | N/A              | N/A              | Ibragimow P 4-6  | 5.      | [ 135 ] |
| Ałen Zasiejew      | -125 kg     | Machow W 2-2     | Petriaszwili W 11-6 | NQ               | NQ               | NQ               | NQ               | NQ               | 10.     | [ 136 ] |

Kobiety – styl wolny
| Zawodniczka     | Konkurencja | Kwalifikacje     | 1/8              | Ćwierćfinał      | Półfinał         | Repesaż 1        | Repesaż 2        | Finał/3.miejsce  | Finał/3.miejsce | Źródło  |
| Zawodniczka     | Konkurencja | Przeciwnik Wynik | Przeciwnik Wynik | Przeciwnik Wynik | Przeciwnik Wynik | Przeciwnik Wynik | Przeciwnik Wynik | Przeciwnik Wynik | Pozycja         | Źródło  |
| --------------- | ----------- | ---------------- | ---------------- | ---------------- | ---------------- | ---------------- | ---------------- | ---------------- | --------------- | ------- |
| Julija Błahinia | -53 kg      | Maroulis P 1-12  | NQ               | NQ               | NQ               | Zhong P 1-11     | NQ               | NQ               | 11.             | [ 137 ] |
| Oksana Herhel   | -58 kg      | BYE              | Ratkiewicz P5-7  | NQ               | NQ               | NQ               | NQ               | NQ               | 13.             | [ 138 ] |
| Julija Tkacz    | -63 kg      | Lappage W 2-0    | Xu P 1-3         | NQ               | NQ               | NQ               | NQ               | NQ               | 9.              | [ 138 ] |
| Alina Stadnik   | -69 kg      | Doshō P2-10      | NQ               | NQ               | NQ               | Tosun P 4-7      | NQ               | NQ               | 11.             | [ 138 ] |
| Ałła Czerkasowa | -75 kg      | Adar P1-3        | NQ               | NQ               | NQ               | NQ               | NQ               | NQ               | 11.             | [ 138 ] |

### Żeglarstwo
Mężczyźni
| Zawodnik                   | Konkurencja | Wyścig | Wyścig | Wyścig | Wyścig | Wyścig | Wyścig | Wyścig | Wyścig | Wyścig | Wyścig | Wyścig | Wyścig | Wyścig | Punkty | Finałowa pozycja | Źródło  |
| Zawodnik                   | Konkurencja | 1      | 2      | 3      | 4      | 5      | 6      | 7      | 8      | 9      | 10     | 11     | 12     | M*     | Punkty | Finałowa pozycja | Źródło  |
| -------------------------- | ----------- | ------ | ------ | ------ | ------ | ------ | ------ | ------ | ------ | ------ | ------ | ------ | ------ | ------ | ------ | ---------------- | ------- |
| Oleksandr Tugaryev         | RS:X        | 22     | 31     | 27     | 11     | 37     | 12     | 13     | 16     | 30     | 20     | 30     | 13     | NQ     | 225    | 23.              | [ 139 ] |
| Boris Szwiec Pawło Macujew | 470         | 16     | 13     | 21     | 24     | 26     | 17     | 25     | 24     | 25     | 19     | N/A    | N/A    | NQ     | 184    | 25.              | [ 140 ] |